# Sebastiano Baggio

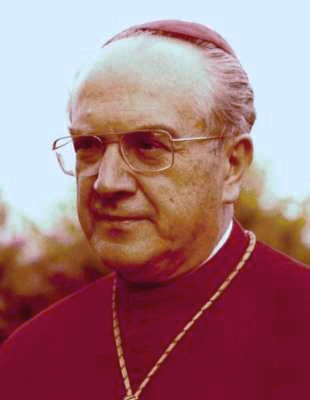
Sebastiano Kardinal Baggio

Kardinalswappen

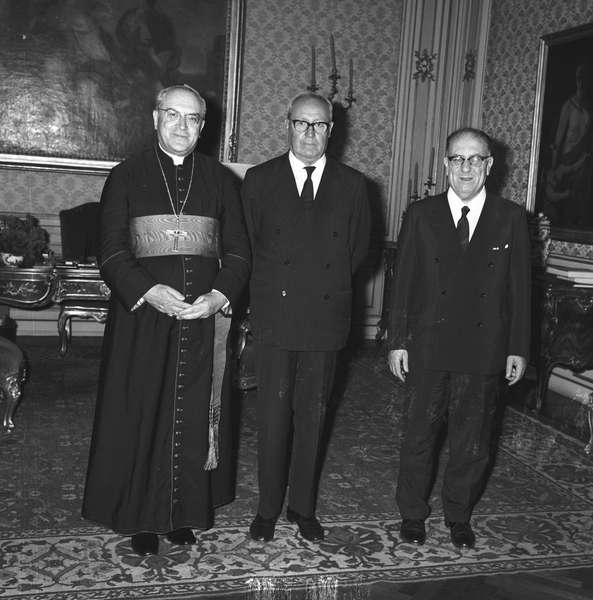
Kardinal Baggio mit dem italienischen Staatspräsidenten Giuseppe Saragat (1969)

Sebastiano Kardinal Baggio (* 16. Mai 1913 in Rosà, Provinz Vicenza, Italien; † 21. März 1993 in Rom) war ein italienischer Geistlicher, Diplomat des Heiligen Stuhls und Kardinalkämmerer der Römischen Kirche.

## Leben
Sebastiano Baggio studierte in Vicenza und Rom die Fächer Katholische Theologie und Philosophie. Er besuchte die Päpstliche Diplomatenakademie und absolvierte Zusatzausbildungen in Schriftenkunde und Bibliothekswesen. Am 21. Dezember 1935 empfing er das Sakrament der Priesterweihe und trat in den diplomatischen Dienst des Vatikans ein.
Von 1936 bis 1938 arbeitete er in der Apostolischen Nuntiatur Österreichs. Weitere Stationen waren bis 1946 El Salvador, Bolivien und Venezuela. Von 1946 bis 1948 arbeitete er im Staatssekretariat des Heiligen Stuhls in Rom, von 1948 bis 1950 gehörte er zum Mitarbeiterstab der Apostolischen Nuntiatur in Kolumbien. Am 21. Juni 1953 verlieh ihm Papst Pius XII. den Ehrentitel Hausprälat Seiner Heiligkeit. In den Jahren 1950 bis 1953 arbeitete er für die Konsistorialkongregation der Kurie.
Am 30. Juni 1953 ernannte ihn Pius XII. zum Titularerzbischof von Ephesus und einen Tag später zum Apostolischen Nuntius in Chile. Die Bischofsweihe spendete ihm Adeodato Giovanni Piazza OCD, Kardinalbischof von Sabina und Poggio Mirteto, am 26. Juli 1953; Mitkonsekratoren waren Erzbischof Antonio Samorè, Sekretär der Kongregation für außerordentliche kirchliche Angelegenheiten, und Carlo Zinato, Bischof von Vicenza. Am 12. März 1959 wurde Sebastiano Baggio zum Apostolischen Delegaten in Kanada und am 26. Mai 1964 zum Apostolischen Nuntius in Brasilien ernannt.
Er nahm von 1962 bis 1965 am Zweiten Vatikanischen Konzil teil. Papst Paul VI. nahm ihn am 28. April 1969 als Kardinaldiakon mit der Titeldiakonie Santi Angeli Custodi a Città Giardino in das Kardinalskollegium auf und ernannte ihn am 23. Juni desselben Jahres zum Erzbischof von Cagliari. Am 26. Februar 1973 wurde Sebastiano Baggio Präfekt der Kongregation für die Bischöfe und am 21. Dezember desselben Jahres Kardinalpriester an der Titelkirche San Sebastiano alle Catacombe und am 12. Dezember 1974 wurde er zum Kardinalbischof von Velletri und Segni ernannt. 1974 nahm er als Päpstlicher Sondergesandter am Eucharistischen Kongress in Quito teil, 1975 am brasilianischen Eucharistischen Kongress in Manaus. Darüber hinaus versah er viele Jahre lang das Amt des Präsidenten der Päpstlichen Kommission für Lateinamerika. Kardinal Baggio nahm am August-Konklave von 1978 teil sowie am Oktober-Konklave in demselben Jahr. Vor Beginn des ersten Konklaves galt er als papabile. Papst Johannes Paul I. wollte ihn nach seiner Wahl im August 1978 zum Patriarchen von Venedig ernennen, doch Baggio lehnte ab. Vom 27. Januar bis zum 13. Februar 1979 war er Teilnehmer der dritten Generalkonferenz des Lateinamerikanischen Bischofsrates im mexikanischen Puebla. Aufsehen und Empörung erregte Baggio 1983 in den Niederlanden, als bekannt wurde, dass er Bischof Theodorus Zwartkruis belogen hatte: Baggio hatte Zwartkruis mitgeteilt, dass kein Koadjutor ernannt werde, der nicht auf der Terna des Haarlemer Domkapitels stünde, obwohl bereits eine dem widersprechende Entscheidung gefallen war.
Am 8. April 1984 wurde Baggio Präsident der Päpstlichen Kommission für den Vatikanstaat und Kardinalpatron des Malteserordens. Am 25. März 1985 ernannte ihn Papst Johannes Paul II. zum Camerlengo. Am 31. Oktober 1990 legte er sämtliche Leitungsaufgaben aus Krankheitsgründen nieder, blieb jedoch bis zu seinem Tod Camerlengo und Kardinalpatron des Malteserordens.
Sebastiano Baggio erlag 1993 einem Schlaganfall. Er wurde in seinem Heimatort Rosà beigesetzt.